# Agrarna reforma
Agrarna reforma je sprememba lastništva in uporabe kmetijskih zemljišč.

## Rimska agrarna reforma
Tiberij Sempronij Grakh (162-132 pr. n. št.), ki se je že mlad izkazal v vojni proti Kartagini in nato v Španiji, je ob povratku v domovino opazil revščino, v kateri so živeli številni Rimljani. Zato je leta 133 pr. n. št., ko je bil izvoljen za ljudskega tribuna, predlagal drzno agrarno reformo, ki je predvidevala:
1. da noben državljan ni smel imeti več kot 500 oralov državne zemlje zase in po 250 za vsakega sina, kar pa ni smelo v celoti presegati 1000 oralov;
2. da bi se ta zemlja, s katero je spet razpolagala država, porazdelila med reveži v obliki majhnih posestev (po 30 oralov).

Ta zakonski predlog je močno vznemiril aristokratske kroge, ker bi jim taka ureditev odvzela zemljo in tudi kliente, s katerimi so razpolagali pri volitvah. Zato so si Tiberijevi nasprotniki pridobili drugega tribuna Marka Oktavija, ki je glasoval proti zakonu. Tiberij je tedaj posegel po ukrepu, ki je predstavljal novost in je lahko imel tudi nevarne posledice: sklical je ljudsko zborovanje in s plebiscitom odvzel Oktaviju tribunsko funkcijo, ter nato izglasoval zakon.
Ker je istega leta 133 pr. n. št. umrl pergamski kralj Atal III., je Tiberij izdal zakon, po katerem naj bi Atalov zaklad razdelili med dobitniki zemlje, da bi si priskrbeli sredstva za obdelovanje novih posestev. Da bi nadzoroval izvajanje svojih zakonov, se je Tiberij predstavil kot kandidat tudi za naslednje leto, kar je bilo protiustavno. Zato so mu nasprotniki pripisali tiranske težnje in na dan volitev je prišlo do hudih nemirov, med katerimi je izgubil življenje sam Tiberij in mnogi njegovi pristaši.
Usodna agrarna reforma se je pojavila po 2. svetovni vojni, ko je bilo velikim posestnikom premoženje odvzeto in nacionalizirano.
Največ ozemlja, v tem primeru tudi veliko število gradov in dvorcev, je bilo odvzeto plemiškim družinam, torej najvišjemu sloju, ki je do takrat še uživalo v vsem bogastvu, a je agrarna reforma  njihov položaj za vselej spremenila. Takrat so se pojavili mnogi izgoni  t. i. nemških družin, katerih podatki so bili izbrisani. Mnogi so se tega ubranili s pravočasnimi spremembami priimka. Torej so poslovenili priimek, da bi ne bili izgnani.
Agrarna reforma še je danes predmet mnogih sporov, saj je še  mnogo nerešenih denacionalizacijskih postopkov na sodišču, ki so jih vložile oškodovane družine in posamezniki, kar se vleče že od leta 1992 in čemur še dolgo ne bo konca.